# St Mary’s Chapel (Dalkeith)

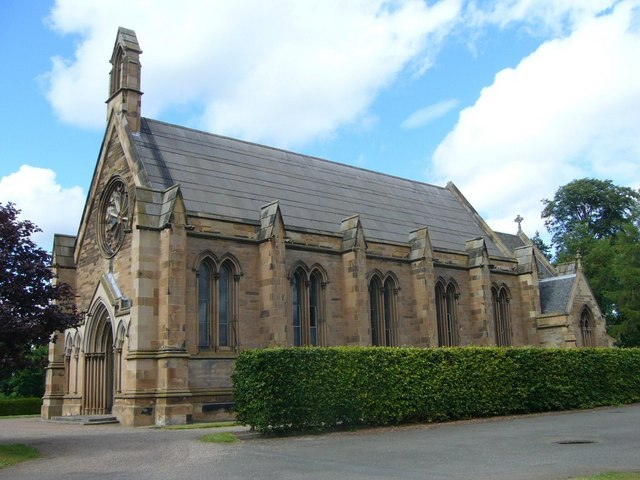
St Mary’s Chapel

Die St Mary’s Chapel, auch St Mary’s Church, ist ein episkopalkirchliches Kirchengebäude in der schottischen Stadt Dalkeith in der Council Area Midlothian. 1971 wurde das Bauwerk in die schottischen Denkmallisten in der höchsten Kategorie A aufgenommen. Die Kirche ist noch als solche in Verwendung.

## Geschichte
Walter Montagu-Douglas-Scott, der fünfte Duke of Buccleuch, ließ diese Kapelle im Jahre 1843 nahe seinem Landsitz Dalkeith House errichten. Als Architekten zeichnen William Burn und David Bryce für den Entwurf verantwortlich, die zu dieser Zeit ein gemeinsames Planungsbüro betrieben. Differenzen bezüglich Problemen an der Dachkonstruktion dieses Bauwerks leiteten den späteren Bruch der beiden Partner ein. Die Steinmetzarbeiten leitete der Architekt Benjamin Ferrey. Die Kirche wurde 1845 fertiggestellt und konsekriert. Als Privatkapelle stand das Gotteshaus der herzöglichen Familie sowie ihren Bediensteten offen. Des Weiteren durften auch episkopale Bewohner aus der Umgebung das Gebäude nutzen. Das Querschiff wurde erst 1890 hinzugefügt. Im Jahre 1958 wurde die Kirche der Scottish Episcopal Church überschrieben, welche sie bis heute nutzt.

## Beschreibung
Die neogotische Sandsteinkirche liegt an der St. Andrew Street am Nordrand von Dalkeith unweit einer Zufahrt zum nahegelegenen Dalkeith House. Die südwestexponierte Frontseite ist symmetrisch gestaltet und fünf Achsen weit. Mittig befindet sich das zweiflüglige Hauptportal mit Spitzbogen und profilierter Laibung. Die eisernen Türbeschläge sind aufwändig von einem Spezialisten aus London gestaltet. Gepaarte, blinde Spitzbögen flankieren das Portal. Oberhalb befindet sich eine Fensterrose mit Bleiglasfenstern. Auf dem Giebel sitzt ein kleiner Dachreiter mit Geläut auf. Entlang der Seitenfassaden strukturieren Strebepfeiler die gepaarten Spitzbogenfenster. Die Dächer sind mit grauem Schiefer eingedeckt.
In der St Mary’s Chapel ist eines von nur zwei erhaltenen hydraulischen Orgelsystemen in Schottland installiert. Das zweite befindet sich in der St Munn’s Parish Church in Kilmun. Das System betreibt jedoch im Falle der St Mary’s Chapel sowohl die Orgel als auch das Geläut, was heute in Schottland einzigartig ist. Es stammt aus dem Jahre 1909.